# Gouvernement Ekman II
Gouvernement du royaume de Suède
Lindman II Hamrin
Le gouvernement Ekman II est à la tête du royaume de Suède de la mi-1930 à la mi-1932.

## Histoire
Le gouvernement conservateur d'Arvid Lindman, au pouvoir depuis les élections de 1928, tombe le 7 juin 1930 face à l'opposition des sociaux-démocrates et des libéraux. Le libéral Carl Gustaf Ekman est chargé de former un nouveau gouvernement. Il doit faire face aux conséquences de la Grande Dépression en Suède, notamment la fusillade d'Ådalen en 1931 et l'effondrement de l'empire financier d'Ivar Kreuger l'année suivante.
Après le suicide de Kruger, en mars 1932, on découvre qu'Ekman a touché de l'argent de l'homme d'affaires. Confronté à des accusations de corruption, il démissionne en août. Son ministre des Finances Felix Hamrin lui succède pour assurer les affaires courantes jusqu'aux élections législatives de septembre.

## Composition
- Ministre d'État : Carl Gustaf Ekman
- Ministre des Finances : Felix Hamrin
- Ministre de la Justice : Natanael Gärde (libéral)
- Ministre des Affaires étrangères : Fredrik Ramel (libéral)
- Ministre de la Défense : Carl Gustaf Ekman (jusqu'au 19 juin 1931) puis Anton Rundqvist (sans étiquette)
- Ministre des Affaires sociales : Sam Larsson
- Ministre des Communications : Ola Jeppsson
- Ministre des Affaires ecclésiastiques : Sam Stadener
- Ministre de l'Agriculture : Bo von Stockenström
- Ministre du Commerce extérieur : David Hansén
- Ministre sans portefeuille : Ragnar Gyllenswärd
- Ministre sans portefeuille : Åke Holmbäck (sans étiquette)
- Ministre sans portefeuille : Erik Österberg (jusqu'au 12 décembre 1930)
- Ministre sans portefeuille : Anton Rundqvist (sans étiquette, jusqu'au 19 juin 1931)